# Robin Plunket, 8. Baron Plunket
Robin Rathmore Plunket, 8. Baron Plunket (* 3. Dezember 1925; † 16. November 2013) war ein britischer Peer und Politiker.

## Leben
Plunket wurde als jüngerer Sohn von Terence Plunket, 6. Baron Plunket (1899–1938) und dessen Ehefrau Dorothy Mabel Lewis (1900–1938) geboren. Seine Eltern starben im Februar 1938 gemeinsam bei einem Flugzeugabsturz in Kalifornien in den Vereinigten Staaten. Er wurde am 1. Februar 1926 in der St Saviour's Church in der Walton Street in London getauft. Seine Taufpatin war die damalige Duchess of York (HRH) Elizabeth Bowes-Lyon, die Mutter der späteren Königin Elisabeth II.; sie wurde bei der Zeremonie von Mabell Ogilvy, Countess of Airlie vertreten.
Plunkets älterer Bruder Patrick Plunket, 7. Baron Plunket (1923–1975) war von 1954 bis zu seinem Tode unter Königin Elisabeth II. stellvertretender Master of the Household im Royal Household der Königin. Robin Rathmore Plunket erbte nach dem Tod seines älteren Bruders am 28. Mai 1975 den Titel eines Baron Plunket (geschaffen 1827) in der Peerage of the United Kingdom. Sein älterer Bruder war unverheiratet, hatte keinen Erben und starb an Krebs. 
Er besuchte das Eton College und diente im Zweiten Weltkrieg. Er war  von 1943 bis 1947 Captain in der Rifle Brigade.
Er lebte seit den 1950er Jahren über 40 Jahre als Farmer in Simbabwe. Er lebte in dem Dorf Rathmore, in der Nähe von Chimanimani, im östlichen Hochland Simbabwes, wenige Meilen von der Grenze zu Mosambik entfernt. 2003 lebte er in 39 Lansdowne Gardens in London.
Er starb im November 2013 „friedvoll“ im Alter von 87 Jahren. Die Beisetzung fand am 5. Dezember 2013 statt; die Trauerfeier war in der St Margaret’s Church in Westminster, in London.
Titelerbe ist sein Neffe Tyrone Shaun Terence Plunket (* 1966), ein früherer Ehrenpage (Page of Honour) der Königin.

## Mitgliedschaft im House of Lords
Mit dem Erbe des Titels des Baron Plunket wurde Robin Plunket am 28. Mai 1975 offizielles Mitglied des House of Lords. Im House of Lords saß er für die Conservative Party. Sein erster Redebeitrag vom 12. November 1976 erfolgte in der Debatte zur Verlängerung der Regelungen des Southern Rhodesia Act 1965. Im House of Lords sprach er, wie bereits in seiner Antrittsrede, hauptsächlich zur Rhodesien-Frage. Im Hansard sind Wortbeiträge Plunkets aus den Jahren von 1976 bis 1998 dokumentiert. Im Januar 1998 meldete er sich im House of Lords in einer Debatte zur Landpolitik und zum Erwerb von Grundbesitz in Zimbabwe zuletzt zu Wort. In der Sitzungsperiode 1997/98 war er an vier Sitzungstagen anwesend. Seine Mitgliedschaft im House of Lords endete am 11. November 1999 durch den House of Lords Act 1999. 

## Familie
Er heiratete am 8. November 1951 Jennifer Southwell, die zweite Tochter von Bailey Southwell und dessen Frau Erica Barry. Mit seiner Ehefrau war er 62 Jahre verheiratet. Die Ehe war kinderlos.